# Nordlige Dvina
Nordlige Dvina (russisk: Се́верная Двина́, tr. Severnaja Dvina; komi: Вы́нва, tr. Vynva) er en flod i Vologda oblast og Arkhangelsk oblast i den nordvestlige del af europæisk Rusland. Floden er 744 kilometer lang og har et afvandingsområde på 357 000 km².

## Etymologi
Ifølge Max Vasmers etymologiske ordbog er roden til flodens navn den vestlige Dvina. Stednavnet Dvina stammer ikke fra uralsk sprog, men oprindelsen er uklar. Stednavnet har muligvis indoeuropæisk rod med betydningen "flod" eller "strøm".
På komi kaldes floden Вынва / Výnva fra vyn "magt" og va "vand, flod" = "magtfuld flod".
På finsk er floden kendt som Vienanjoki eller Vienajoki (joki = flod), som betyder "langsomt rindende flod" og er den feminine form af vaina, der betyder det samme.
I norrøn tid blev Dvina omtalt som Vina. Skjalden Geir Glumrason siger i et kvad om Harald Gråfeld, at kongen sloges mod "bjarmer" på "vina-bredden". Dette var under et krigstogt austr, altså østpå. Men i skjaldesproget var "vina" også en poetisk omskrivning for "flod" i sin almindelighed, sådan at Glumrason med "vina-bredden" kan have ment "flodbredden" uden henvisning til nogen speciel flod. 

## Geografi
Nordlige Dvina er 744 km lang. Sammen med sin store biflod, Sukhona, der er 1302 km lang, er Nordlige Dvina omtrent på længde med Rhinen i Central- og Vesteuropa. Nordlige Dvinas afvandingsområde er på 357.000 km². Afvandingsområdet omfatter store dele af Vologda og Arkhangelsk oblaster, områder i den vestlige del af Republikken Komi samt i den nordlige del af Kirov oblast og mindre områder i den nordlige del af Jaroslavl og Kostroma oblaster. Byerne Arkhangelsk og Vologda, samt mange mindre byer, mange af dem af væsentlig historisk betydning, såsom Velíkij Ustjug, Totma, Solvytjegodsk og Kholmogory, ligger langs Nordlige Dvina.
Nordlige Dvinas flodsystem er omtrent T-formet. Den 558 km lange Sukhona strømmer mod øst og løber sammen med den vest-strømmende 1130 km lange Vytjegda. Efter sammenløbet fortsætter floden mod nordvest til Hvidehavet med udløb i nærheden af byen Arkhangelsk.
Sukhona flyder mod øst og løber sammen med den nordøstlige strømmende Jug på Velíkij Ustjug. Den samlede flod, nu kaldet Nordlige Dvina, strømmer mod nord omkring 60 km, og Vytjegda ved byen Kotlas og derefter vender nordvest for at strømme ind i Hvidehavet. Sukhona-Vytjegda var en vigtig øst-vest gående transportrute, mens Nordlige Dvina-Jug var en nord-syd gående transportrute. Den øverste Sukhona er nu forbundet via Nordlige Dvina-kanalen til Volga-Østersøkanalen, der forbinder Sankt Petersborg og Moskva.

## Besejling og kanaler
Om sommeren er floden sejlbar i hele længden og er meget brugt til tømmerflådning. Nordlige Dvina-kanalen forbinder Nordlige Dvina med Volga-Østersøkanalen. I 1800-tallet var Nordlige Dvina kortvarigt forbundet med Kama via Nordlige Ekaterininskij Kanal (opkaldt efter Katharina den Store). Kanalen var i drift i 16 år før den blev nedlagt i 1836.. I 1926-1928 blev Kuloj-Pinega kanalen bygget. Den forbandt Pinega, en af de vigtigste bifloder til Nordlige Dvina, med Kuloj, imidlertid er kanalen nu lukket på grund af anlæggelse af en landevej fra Arkhangelsk over Pinega til Mesen.